# Zwangerschapscursus

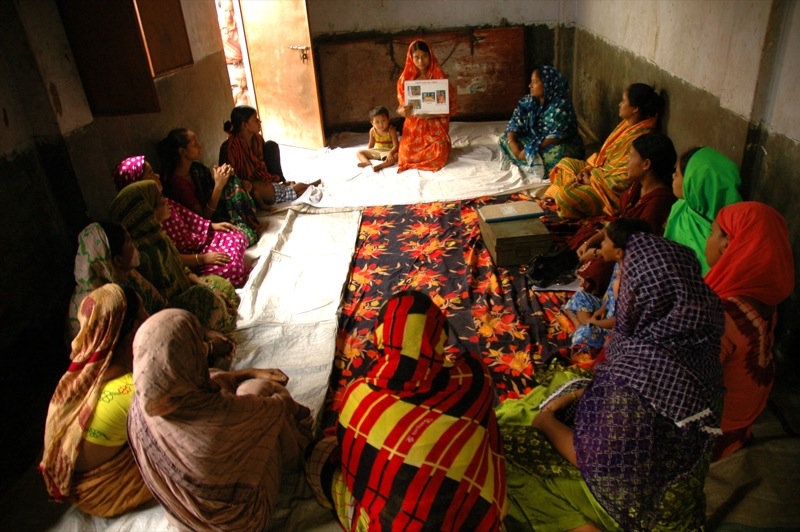
Zwangerschapsles in Bangladesh

Een zwangerschapscursus is er op gericht een zwangere vrouw (en eventueel haar partner) te voorzien van de bagage nodig voor een soepel verlopende zwangerschap en bevalling. 
Aan de ene kant wordt tijdens zo'n cursus informatie gegeven over wat de zwangere vrouw allemaal te wachten staat. Aan de andere kant wordt geoefend, worden spieren geoefend die tijdens de zwangerschap en bevalling extra onder druk komen te staan. Ook wordt uitgebreid aandacht besteed aan de bevalling zelf, aan hoe de weeën opgevangen dan wel de ruimte gegeven kunnen worden, aan de daarbij behorende ademhalingstechnieken.
Zaken die meestal aan de orde komen zijn: 
- de veranderingen die het lichaam ondergaat gedurende zwangerschap en bevalling
- houding en beweging tijdens de zwangerschap
- spieroefeningen, met name voor de onderkant van het lichaam
- de bevalling zelf: houding en spiergebruik, ademhaling en ontspanning
- spieroefeningen voor na de bevalling

## HypnoBirthing
In Nederland is de methode van Marie Mongan (HypnoBirthing) populair. Mongan kwam in 2008 naar Nederland om een opleiding tot HypnoBirthing docenten op te zetten en er is een "Vereniging van HypnoBirthing curusleiders in Nederland en België". HypnoBirthing is deels gebaseerd op de uitgangspunten van Dick-Read. De moeder en haar partner leren ademhalings- en ontspanningstechnieken om "mee te werken" met het natuurlijke geboorteproces. Veel zorgverzekeraars zien de voordelen en resultaten van de HypnoBirthing en bieden een vergoeding vanuit de aanvullende pakketten van de zorgverzekering. Let erop dat de vergoeding vaak een maximaal bedrag per jaar of per zwangerschap is. De cursussen worden in Nederland in meerdere talen aangeboden.